# Trametes salebrosa
Trametes salebrosa är en svampart som beskrevs av Van der Byl 1924. Trametes salebrosa ingår i släktet Trametes och familjen Polyporaceae.   Inga underarter finns listade i Catalogue of Life.